# Jakobsmühle (Schnelldorf)
Jakobsmühle ist ein Wohnplatz der Gemeinde Schnelldorf im Landkreis Ansbach (Mittelfranken, Bayern). Jakobsmühle liegt in der Gemarkung Unterampfrach.

## Geografie
Die Einöde steht in inzwischen fast geschlossenem baulichen Zusammenhang mit dem Pfarrdorf am Westrand von Unterampfrach. Sie besteht aus einem Wohngebäude mit eigener Hausnummer und vier Nebengebäuden und liegt am Altweiherbach, einem rechten Zufluss der Ampfrach, der dort einen etwa 0,1 ha großen Mühlweiher speist. Ein Anliegerweg mündet 50 Meter weiter südlich in die Dinkelbergstraße von Unterampfrach.

## Geschichte
Jakobsmühle lag im Fraischbezirk des ansbachischen Oberamtes Feuchtwangen. Die Mahl- und Schneidmühle hatte das Vogtamt Ampfrach als Grundherrn. Von 1797 bis 1808 unterstand der Ort dem Justiz- und Kammeramt Feuchtwangen.
Mit dem Gemeindeedikt (frühes 19. Jahrhundert) wurde Jakobsmühle dem Steuerdistrikt und der Ruralgemeinde Unterampfrach zugeordnet. Im Zuge der Gebietsreform in Bayern wurde Jakobsmühle am 1. Januar 1972 nach Schnelldorf eingemeindet.

## Einwohnerentwicklung
| Jahr      | 001818 | 001836 | 001840 | 001861 | 001871 | 001885 |
| Einwohner | 6      | 6      | 8      | *      | 6      | 5      |
| Häuser    | 1      | 1      | 1      |        |        | 1      |
| Quelle    | [ 7 ]  | [ 8 ]  | [ 9 ]  | [ 10 ] | [ 11 ] | [ 12 ] |

## Weblink
- Jakobsmühle in der Ortsdatenbank von bavarikon, abgerufen am 19. August 2021.